# Ashta (ort i Indien, Maharashtra)
Ashta är en ort i Indien.   Den ligger i delstaten Maharashtra, i den sydvästra delen av landet, 1 300 km söder om huvudstaden New Delhi. Ashta ligger 575 meter över havet och antalet invånare är 35 497.
Terrängen runt Ashta är platt. Runt Ashta är det mycket tätbefolkat, med 1 095 invånare per kvadratkilometer. Närmaste större samhälle är Sangli, 19,5 km sydost om Ashta. Trakten runt Ashta består till största delen av jordbruksmark.